# 鬼臉橋
《鬼臉橋》（日语：アッカンベー橋）是走廊奔跑隊的第4th單曲。2010年3月17日發售。
本項是《鬼臉橋》的PV收錄的單曲DVD亦有記述。

## 概要
- 初回限定盤的DVD是由不同的內容構成。還有，夾克寫真亦各自不同。
- 與1st〜3rd單曲一様，PV本編的單曲CD沒被收錄在付屬DVD。
- 收集用卡片的號碼是從首張登台單曲的號碼。
- 初回限定盤A〜C的收錄CW曲第3首曲目的「讓我給你溫柔」是渡邊麻友的獨唱樂曲。
- 於2010年2月加入的菊地あやか，第一次為5人体制登場。

## 收錄曲

### 初回限定盤A
1. 鬼臉橋
（作詞：秋元康　作曲：藤本貴則　編曲：安部潤）
2. 年輕熱情的義大利
（作詞：秋元康　作曲：フジノタカフミ　編曲：井上慎二郎）
3. 讓我給你溫柔
（作詞：秋元康　作曲：ムラマツテツヤ　編曲：安部潤　歌：渡邊麻友）
4. 鬼臉橋 （Instrumental）
5. 年輕熱情的義大利 （Instrumental）
6. 讓我給你溫柔 （Instrumental）

DVD
- 走廊奔跑隊 真實文件2010 〜搖動的想法〜

特典
- 獎金應募参加券A
- 握手会活動参加券
- 原作收集用卡片3種（43・44・45）的1枚封入

### 初回限定盤B
1. 鬼臉橋
2. 年輕熱情的義大利
3. 讓我給你溫柔
4. 鬼臉橋 （Instrumental）
5. 年輕熱情的義大利 （Instrumental）
6. 讓我給你溫柔 （Instrumental）

DVD
- 走廊奔跑隊 新成員・菊地あやか、第一次的長訪問 〜過去與未來〜

特典
- 獎金應募参加券B
- 握手会活動参加券
- 原作收集用卡片3種（46・47・48）的1枚封入

### 初回限定盤C
1. 鬼臉橋
2. 年輕熱情的義大利
3. 讓我給你溫柔
4. 鬼臉橋 （Instrumental）
5. 年輕熱情的義大利 （Instrumental）
6. 讓我給你溫柔 （Instrumental）

PHOTO BOOKLET
- 成員寫真滿載豪華小冊子

特典
- 獎金應募参加券C
- 握手会活動参加券
- 原作收集用卡片3種（49・50・51）的1枚封入

### 通常盤
1. 鬼臉橋
2. 年輕熱情的義大利
3. 鬼臉橋 （Instrumental）
4. 年輕熱情的義大利 （Instrumental）

特典
- 獎金應募参加券D（只限初回生産）
- 握手会活動参加券
- 原作收集用卡片3種（52・53・54）的1枚封入

### おためし盤
1. 鬼臉橋
2. 鬼臉橋 （Instrumental）
3. 走廊奔跑隊單曲混合曲（「初戀衝刺」＋「幹勁煙花」＋「完美~呢」）

## 鬼臉橋（單曲DVD）
2010年3月17日發售的走廊奔跑隊的4th單曲DVD。

### 收錄内容
1. 鬼臉橋（Music Video）
2. 鬼臉橋（Dance Shot Version）
3. 鬼臉橋（編舞集中講座）
4. 鬼臉橋（スピンオフムービー）
5. 鬼臉橋（Music Video 構成影像）

特典
- 獎金活動参加應募専用明信片（只限初回生産）
- 原作收集用卡片3種（55・56・57）的1枚封入

## 外部連結
- 波麗佳音内走廊奔跑隊公式網站
- 走廊奔跑隊部落格 （页面存档备份，存于）